# ستانلي جاكي
ستانلي جاكي (بالمجرية: Jáki Szaniszló)‏ هو كاهن روماني كاثوليكي وفيلسوف ولاهوتي مجري أمريكي ولد في يوم 17 أغسطس 1924 في مدينة جيور في المجر، نال شهادته من جامعة سيتون هول في نيوجيرسي، إختص بالاهوت والفيزياء وعلاقتها بفلسفة العلوم و تاريخ العلوم وعلاقتها بالمسيحية، توفي في يوم 7 أبريل 2009 في مدريد.